# Dahnen
Dahnen település Németországban, Rajna-vidék-Pfalz tartományban. Lakosainak száma 340 fő (2023. december 31.). Dahnen Dasburg és Daleiden községekkel határos.

## Népesség
A település népességének változása:
| Lakosok száma | 448  | 316  | 314  | 332  | 338  | 340  |
|               | 1975 | 2017 | 2019 | 2021 | 2022 | 2023 |